# Lo que se escucha en la montaña

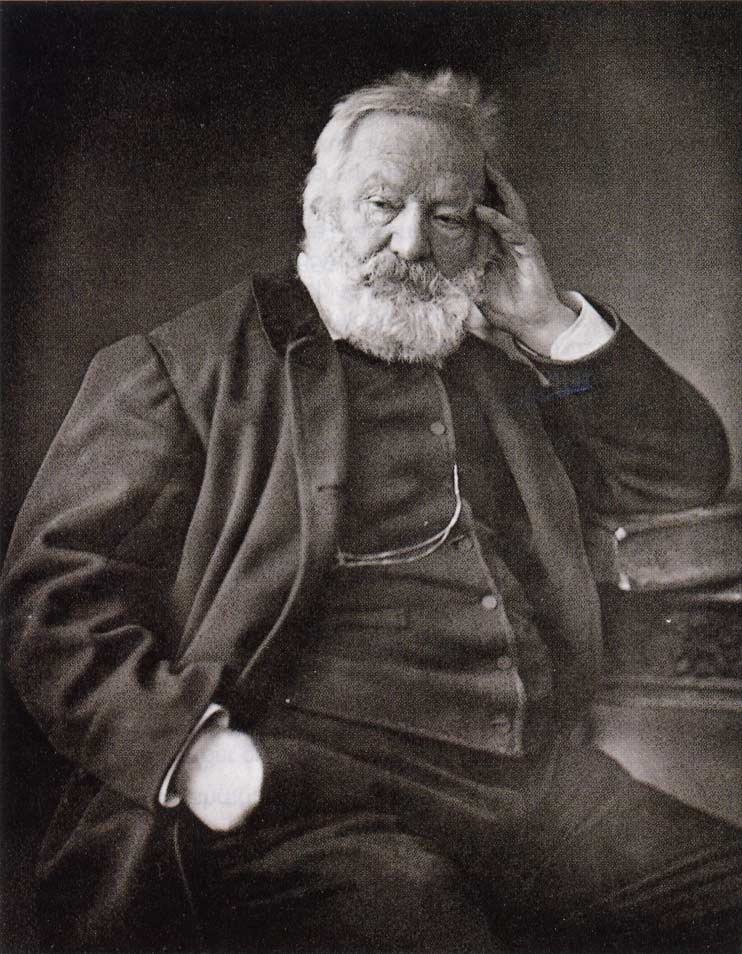
El primer Poema sinfónico de Franz Liszt está inspirado en una obra de Victor Hugo.

Lo que se escucha en la montaña (en francés, Ce qu'on entend sur la montagne), también conocida como Lo que se oye en la montaña (S.95), algunas veces denominado Bergsymphonie, es el primero de los trece Poemas sinfónicos del compositor húngaro Franz Liszt. Es una obra orquestal inspirada en el poema Feuilles d'automne (1831) de Victor Hugo.
El título en francés significa «Lo que se oye en la montaña», por lo que el título alternativo en alemán es «Sinfonía de la montaña».
Este poema sinfónico, como muchas de las obras de Liszt, fue revisado en varias ocasiones antes de obtener la versión que se conoce. Fue compuesto originalmente entre los años 1848 y 1849 y revisado posteriormente en 1850. La forma final la obtuvo en 1854.
Idea subyacente al poema sinfónico, sintetizada por Liszt en un borrador en prosa impreso con el poema en la partitura: "El poeta percibe dos voces: una inmensurable, fastuosa y ordenada, que brama ante el Señor su jubiloso canto de alabanza - la otra sorda, inflamada por sonidos dolorosos, de llanto, blasfemia y maldición. La una dice 'Naturaleza', la otra 'Humanidad'. Ambas voces forcejean entre sí, se entrecruzan y fusionan hasta que finalmente se disuelven y extinguen en una contemplación sagrada." Cita extraída de "La música del siglo XIX" de Dahlhaus (pág. 232)